# جين وينفيلد
جين وينفيلد (بالإنجليزية: Gene Winfield)‏ هو مصمم سيارات أمريكي، ولد في 16 يونيو 1927 في سبرينغفيلد في الولايات المتحدة.

## وصلات خارجية
- جين وينفيلد على موقع IMDb (الإنجليزية)